# Проезд Донелайтиса
Прое́зд Донела́йтиса (до 5 апреля 1965 года — проекти́руемый прое́зд № 4894 и проекти́руемый прое́зд № 3981) — проезд в Северо-Западном административном округе города Москвы на территории района Южное Тушино.

## История
Проезд получил современное название в память о литовском поэте Кристионасе Донелайтисе (1714—1780). До 5 апреля 1965 года назывался проекти́руемый прое́зд № 4894 и проекти́руемый прое́зд № 3981.

## Расположение
Проезд Донелайтиса проходит от Походного проезда на северо-запад, не доходя до реки Сходни, поворачивает на северо-восток, проходит до Сходненской чаши, поворачивает на восток и затем на север, огибая её, с востока к проезду примыкает улица Фабрициуса, проезд проходит далее до бульвара Яна Райниса. Нумерация домов начинается от Походного проезда.

## Примечательные здания и сооружения
По чётной стороне:
- д. 16 — детский сад № 915.

## Транспорт

### Автобус
- 199: от бульвара Яна Райниса до Походного проезда и обратно.
- с377: от бульвара Яна Райниса до Походного проезда и обратно.
- 678: от бульвара Яна Райниса до Походного проезда.
- Т: от Походного проезда до бульвара Яна Райниса.

### Метро
- Станция метро «Сходненская» Таганско-Краснопресненской линии — северо-восточнее проезда, на пересечении Химкинского бульвара и бульвара Яна Райниса с улицей Героев Панфиловцев и Сходненской улицей.

### Железнодорожный транспорт
- Платформа Трикотажная Рижского направления Московской железной дороги — юго-западнее проезда, между Волоколамским шоссе и Трикотажным проездом.